# Macratria confusa
Macratria confusa är en skalbaggsart som beskrevs av Leconte 1855. Macratria confusa ingår i släktet Macratria och familjen kvickbaggar. Inga underarter finns listade i Catalogue of Life.